# 哆啦AV夢

脸色发青、崩潰流淚表情的胖虎成為網友製作梗圖的素材

《哆啦AV夢》，又稱為「胖虎小夫任意门」，是日本漫畫《哆啦A夢》一部二次創作的色情同人漫畫，由中國大陸網絡插畫家「禾野男孩」創作。

## 故事簡介
大雄被小夫欺負後，找哆啦AV夢拿道具報復小夫。大雄和哆啦AV夢透過任意門進入小夫的直腸，在裡面放置装有二人粪便的定时收纳胶囊，試圖讓他腹瀉並當眾出醜，卻意外揭發胖虎和小夫正要進行無套肛交。胖虎和小夫激烈的動作令哆啦AV夢和大雄慌忙逃竄，最终胖虎的陰莖伸出任意門，令大雄的爸爸被噴到滿身都是精液，且任意門被胖虎的陰莖頂壞。哆啦AV夢和大雄狼狽從小夫肛門爬出，令胖虎錯愕，腦中浮現回不去的童年時光。故事最後，胖虎因膠囊收納功能故障被小夫噴得滿身糞便之後，沒穿衣服就跑外面，因妨害風化裸奔被警察追。

## 引發議題
「禾野男孩」在2020年8月初在微博發布《哆啦AV夢》後隨即被散發在其他華語的社交媒體、網絡論壇、社群網站和影片分享網站，並在兩岸三地引起網絡熱議，該惡搞作品與原作的童真風格造成强烈的形象反差，有網民表示「童年崩壞」。
該作品中胖虎的對白「小夫，我要進來了！」一度成為港台Google趨勢中的熱門搜尋關鍵字，逐演變成互聯網用語，當中對胖虎心理描寫的對白「大……大雄！？」和脸色发青、崩潰流淚的表情也成為了網路迷因，被惡搞成emoji和表情包。
「禾野男孩」的微博後來因“網民举报”而被禁言，他亦就事件在Twitter透露自己無法再在微博發文，並交代創作《哆啦AV夢》的創作初衷只是讓「圈內人」（有同樣喜好的群體）看的，他自己一直以來的創作都涉及獵奇題材，並以限制級元素作搭配，他認為《哆啦AV夢》不算是色情漫畫，而是「有低俗成分的搞笑漫畫」，他亦表示在開放平台發布相關內容是自己考慮不周，也感謝支持他的朋友，「願大家和我共同維護一個綠色健康的上網環境」，並就此向受到影響的人道歉。实际上不到一月后禾野男孩便恢复了微博账号并继续创作及与网友互动。

## 相關事件
禾野男孩遭禁言之后，前香港眾志秘書長黃之鋒在Facebook发文，担心禾野男孩未來无法再继续创作，甚至可能被判刑或遭遇不測。禾野男孩随后在Twitter用漫画回应，称黃之鋒是「比屎尿屁還令人作嘔的東西」。黄之锋则回应称谅解其“表忠避過刑罰”的做法，称“寧願被已在微博遭封殺的漫畫作者禾野男孩抨擊，也不願看到他因精彩的同人作品《哆啦AV夢》而被判刑”。禾野男孩後來注销了Twitter账号。
2020年8月4日，中華民國內政部臉書專頁發布了一篇提醒民眾注意嚴重特殊傳染性肺炎疫情期間，出入密閉空間活動時務必佩戴口罩的宣導貼文，在貼文的原始版本中，有一隻貓的對白是「小夫❤我可以進電梯了嗎？」，這些做法不只引起人民批評，連同為政府機關的臺中市政府都市發展局也公開指責內政部行為有失妥當。該篇貼文被指是惡搞或引用《哆啦AV夢》的迷因，被網友批評政府部門不該跟風使用未成年色情文案，後來該專頁的管理者為安撫民間輿論，將對白中的「小夫」移除並修正，改為「請問.....我可以進電梯了嗎？」。

## 評論
多维新闻网有評論文章稱《哆啦AV夢》在臺灣和港澳地區受到熱議，是中國大陸文化對外輸出，在兩岸三地文化交流的一個現象。

## 註解
1. ↑  恶搞角色哆啦A夢。